# Alfredo Mario Espósito Castro
Alfredo Mario Espósito Castro CMF (* 20. Mai 1927 in Neapel, Italien; † 1. Januar 2010 in Buenos Aires, Argentinien) war ein argentinischer Ordensgeistlicher und Bischof von Zárate-Campana.

## Leben
Alfredo Mario Espósito Castro, Sohn des argentinischen Konsuls in Neapel, trat der Ordensgemeinschaft der Claretiner bei und empfing am 1. August 1954 die Priesterweihe.
Papst Paul VI. ernannte ihn am 21. April 1976 zum ersten Bischof des neugegründeten Bistums Zárate-Campana. Die Bischofsweihe spendete ihm Erzbischof Pio Laghi, Apostolischer Nuntius in Argentinien und späterer Kurienkardinal, am 4. Juli 1976; Mitkonsekratoren waren Ramón José Castellano, Erzbischof von Córdoba, und José María Márquez Bernal CMF, Bischofsprälat von Humahuaca.
Am 18. Dezember 1991 nahm Papst Johannes Paul II. seinem Rücktritt aus gesundheitlichen Gründen an. Er starb nach langer Krankheit und wurde in Campana bestattet.